# 益城町立津森小学校
益城町立津森小学校（ましきちょうりつ つもりしょうがっこう）は、熊本県上益城郡益城町にある小学校。

## 沿革
- 明治初め - 寺中小学校・田原小学校・小谷小学校・杉堂小学校創立
- 1874年（明治7年） - 下陳小学校創立
- 1886年（明治19年） - 合併し公立上陳小学校設立。支校を杉堂に置く
- 1891年（明治24年） - 上陳尋常小学校と改称。杉堂支校独立し杉堂尋常小学校となる
- 1898年（明治31年）1月 - 上陳尋常小学校と杉堂尋常小学校が合併し津森尋常小学校となる
- 1906年（明治39年）4月 - 津森尋常高等小学校と改称
- 1941年（昭和16年）4月 - 津森国民学校と改称
- 1947年（昭和22年）4月 - 津森村立津森小学校と改称
- 1954年（昭和29年）4月 - 益城町立津森小学校と改称